# Hans van Heijningen

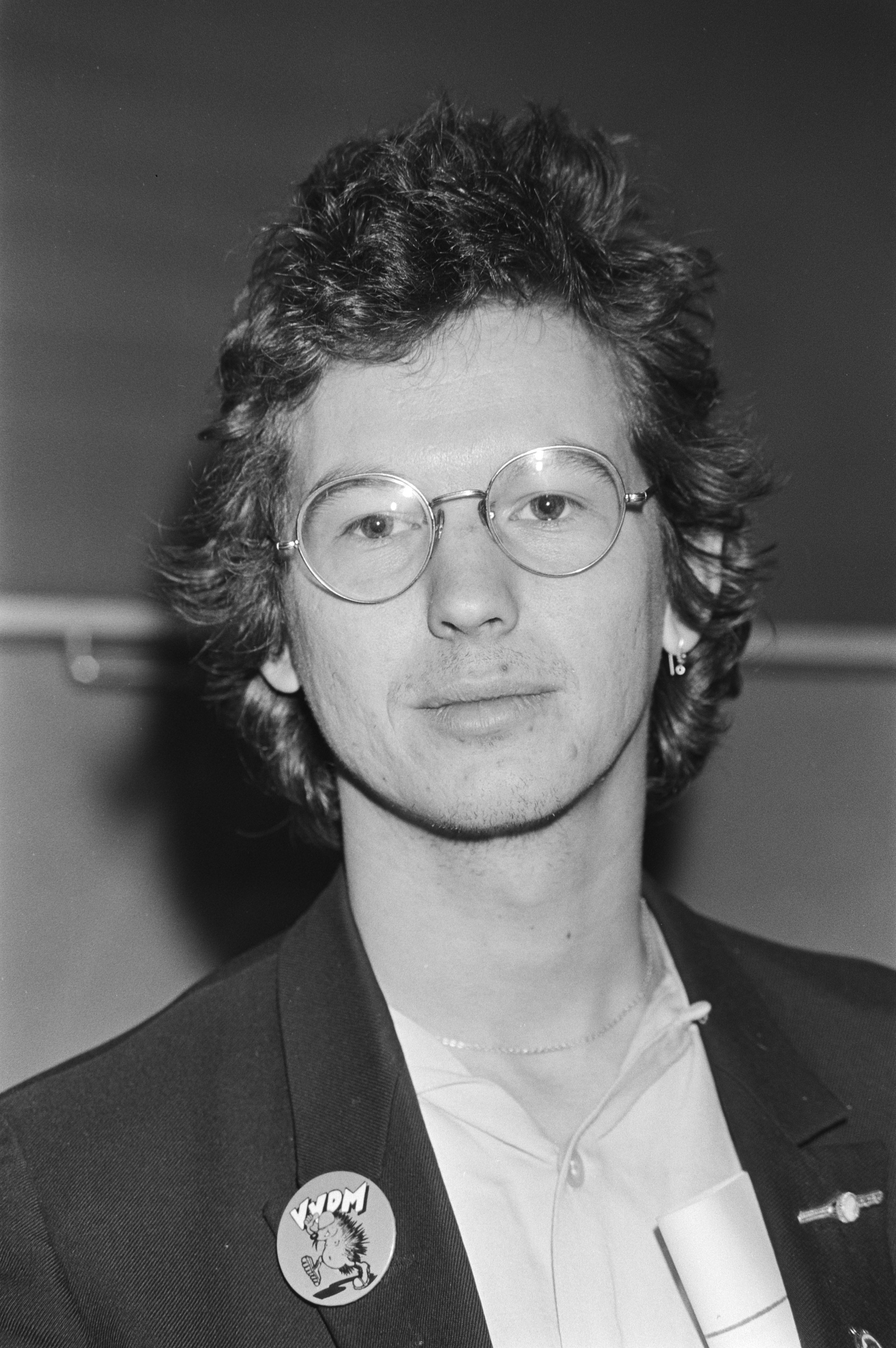
Hans van Heijningen in 1981 als bestuurslid van de Vereniging van Dienstplichtige Militairen (VVDM)

Johannes Gerardus Clemens (Hans) van Heijningen (Naaldwijk, 15 maart 1953) is een Nederlands politicus. Hij was partijsecretaris van de Socialistische Partij, een positie die vroeger in de SP 'organisatiesecretaris' heette. Hiervoor was Van Heijningen fractiemedewerker voor de SP op het gebied van buitenlandse zaken (onder andere Europa-politiek) en ontwikkelingssamenwerking.

## Biografie
Van Heijningen volgde het gymnasium aan het Stanislascollege in Delft en studeerde van 1972 tot 1979 sociologie aan de Universiteit van Amsterdam. Tijdens zijn studie werd hij maoïstisch activist. In militaire dienst was hij actief voor de soldatenvakbond VVDM, waarbinnen hij een jaar deel uitmaakte van het hoofdbestuur. Van 1984 tot 1992 verbleef Van Heijningen in Nicaragua, waar zijn vriendin – en huidige vrouw – als basisarts aan de slag ging in het bergdorp Comalapa (Chontales). Aanvankelijk was hij daar werkzaam als journalist en consultant. Daarnaast was hij op vrijwillige basis actief in het onderwijs, deed mee aan vaccinatiecampagnes in gehuchten in de bergen en organiseerde steun voor boerencoöperaties die door de Contra aangevallen waren. Op basis daarvan kreeg hij het verzoek van de Nicaraguaanse autoriteiten om behulpzaam te zijn bij het leggen van contacten met westerse ontwikkelingsorganisaties. In 1988 kwam Van Heijningen als beleidsadviseur in dienst van de Sandinistische regering (op basis van een contract met de Stichting Nederlandse Vrijwilligers). Na de verkiezingsnederlaag van de Sandinisten in 1990 leidde Van Heijningen een onderzoeksproject naar de betrokkenheid van de boerenstand bij zowel de Sandinistische revolutie alsmede bij de door de VS gesteunde gewapende contra-rebellen. Dit onderzoeksproject en het politiek scholingsprogramma dat daaruit voortkwam, maakten deel uit van succesvolle inspanningen van de Sandinistische Partij (FSLN) om een eind te maken aan het oorlogsgeweld en tot normalisatie van de maatschappelijke en politieke verhoudingen te komen.
Na terugkomst in Nederland werkte Van Heijningen aan een proefschrift over het verzet vanuit de boerenstand tegen de Sandinistische regering in Nicaragua. Op 5 december 1994 promoveerde hij hierop bij Gerrit Huizer aan de Katholieke Universiteit Nijmegen.
Vanaf 1998 tot oktober 2005 was Van Heijningen coördinator van XminY Solidariteitsfonds. Vanuit die functie was hij betrokken bij platform Keer het Tij, campagnes voor vrede in Afghanistan en Irak (vanuit het Platform tegen de Nieuwe Oorlog) en de stichting Stop de Uitverkoop van de Beschaving. Hij was mede-initiatiefnemer van ATTAC Nederland, dat enkele jaren een belangrijke speler was in de andersglobaliseringsbeweging. In deze periode werd hij lid van de SP. Bij de Tweede Kamerverkiezingen 2003 stond hij als nummer dertien op de kandidatenlijst van de SP. Nadat hij vanwege een tegenvallend verkiezingsresultaat niet gekozen werd, ging Van Heijningen aan de slag als fractiemedewerker buitenland. In zijn hoedanigheid van oprichter van het Comité Grondwet Nee speelde hij in 2005 een rol van betekenis in de succesvolle campagne tegen de Europese Grondwet. In mei van dat jaar werd Van Heijningen op het 13de congres van de SP gekozen tot partijsecretaris, waarmee hij verantwoordelijk was voor alles wat de partijorganisatie betreft. Van Heijningen kan gezien zijn activiteiten in Nicaragua, in XminY enzovoort tot de extreme vleugel van de SP worden gerekend. Als partijsecretaris verwierf hij zich een reputatie met keihard optreden binnen de partij.
Van Heijningen nam in januari 2018 tijdens een partijcongres afscheid als algemeen secretaris van de SP. Hij werd opgevolgd door Lieke Smits.

## ‘Taarten en vuurwapens’
De journalisten Peter Siebelt en Martijn Koolhoven suggereerden op 23 augustus 2003 in De Telegraaf onder de kop SP'er betaalde taartactie Pim dat Van Heijningen de financier was van het met taarten bekogelen van politicus Pim Fortuyn op 14 maart 2002, ruim anderhalve maand voor de moord op Fortuyn. Als coördinator van XminY zou Van Heijningen de zogeheten Weggeefwinkel in Hoenderloo met 450 euro hebben gesubsidieerd. Later werden twee medewerkers van deze organisatie opgepakt in verband met het taarten van Fortuyn. De Raad voor de Journalistiek oordeelde in december 2003 naar aanleiding van een klacht van Van Heijningen en de SP het volgende: ‘Dat bericht werpt een zodanige smet op klagers (Van Heijningen en de SP; red.) dat het niet zonder deugdelijke feitelijke grondslag gepubliceerd had mogen worden. Aangezien een dergelijke grondslag ontbreekt, hebben verweerders met de publicatie van de kop grenzen overschreden.’ Aan het verzoek tot rectificatie gaf De Telegraaf geen gehoor.
Van de hand van de publicist Peter Siebelt en de Telegraaf-journalisten Martijn Koolhoven en Joost de Haas zijn er over Van Heijningen in de loop der jaren meerdere artikelen verschenen waarin hij in verband werd gebracht met de radicaal-linkse beweging in Nederland en de gewapende strijd in Nicaragua. Tijdens zijn verblijf in Nicaragua zou Van Heijningen wapens hebben gedragen, waaronder een kalasjnikov, die hem waren verstrekt door de Sandinisten. Naar eigen zeggen heeft hij echter nooit deelgenomen aan gewapende acties tegen de Contra's. Boudewijn Geels van HP/De Tijd, die intensief onderzoek deed onder Nederlandse Nicaragua-gangers, kwam in de weekeditie van 12 september 2008 tot de conclusie dat er van een 'smoking gun' geen sprake was.

## Publicaties
- De laatste weken ga ik niet naar school; portret van een dorp in Nicaragua, Uitgeverij Lont en Raket, Amsterdam 1986
- Caracterización de la Quinta Región, OREP-Gobierno Regional, Juigalpa-Nicaragua 1986
- ¡Que se convierte este dolor en fuerza para seguir luchando!,UNAG, Managua 1988
- Rama & de kunst van het overleven, Stichting Medio, Amsterdam 1989 (uitgave in Nederlands, Duits en Spaans)
- Una contrarrevolución campesina? - análisis de las contradicciones entre el campesinado de la Región V de Nicaragua y el gobierno sandinista (1979-1990). Proefschrift Katholieke Universiteit Nijmegen, 1994. ISBN 90-9007839-8
- Wederkerigheid als toekomstvisioen, Stichting Ecooperation, Utrecht 1995
- Sniffing Glue; living in dead-end street, Tesis-Association, Managua-Nicaragua, 1999
- Vóór de verandering: Alternatieven voor het neo-liberalisme, Hans van Heijningen en Lou Keune, uitgegeven door XminY Solidariteitsfonds, Amsterdam 2000

- Gemeinsame Normdatei: 172639565
- Parlement.com: vge7dtplelz9
- Virtual International Authority File: 241631056